# Claudio Vacca
Claudio Vacca (ur. 24 października 1915 w Buenos Aires, zm. 18 stycznia 1995) – piłkarz argentyński grający na pozycji bramkarza. Później trener.
Urodzony w Buenos Aires Vacca rozpoczął karierę piłkarską w 1935 roku w klubie CA Huracán. W 1938 roku przeszedł do Boca Juniors, w którym zadebiutował 6 sierpnia 1938 roku w zremisowanym 3:3 meczu przeciwko San Lorenzo de Almagro. W Boca Juniors grał do 1940 roku, następnie w 1941 roku na jeden sezon przeniósł się do drużyny CA Atlanta. W 1942 roku wrócił do Boca Juniors, z którym dwa razy z rzędu zdobył tytuł mistrza Argentyny – w 1943 i 1944 roku. Następnie dwa razy z rzędu – w 1945 i 1946 roku – zdobył tytuł wicemistrza Argentyny.
Jako piłkarz klubu Boca Juniors wziął udział w turnieju Copa América 1946, gdzie Argentyna drugi raz z rzędu zdobyła tytuł mistrza Ameryki Południowej. Vacca zagrał we wszystkich pięciu meczach – z Paragwajem, Boliwią (stracił bramkę), Chile (stracił bramkę), Urugwajem (stracił bramkę) i Brazylią.
W Boca Juniors Vacca grał do 1950 roku, w którym po raz trzeci w karierze zdobył wicemistrzostwo Argentyny – ostatni raz wystąpił 6 sierpnia w wygranym 4:2 meczu z CA Banfield. W sumie w barwach Boca Juniors wystąpił 219 razy (19 380 minut), z czego w lidze rozegrał 192 mecze. Łącznie w lidze argentyńskiej Vacca zagrał w 218 meczach. Na koniec kariery w latach 1950–1952 grał w urugwajskim klubie Defensor Sporting.
W reprezentacji Argentyny Vacca zagrał w 7 meczach.
Po zakończeniu kariery piłkarskiej został trenerem – w 1959 roku pracował z drużyną klubu Boca Juniors.